# Tathorhynchus malagsy
Tathorhynchus malagsy là một loài bướm đêm trong họ Erebidae.